# Myiagra cyanoleuca
Myiagra cyanoleuca là một loài chim trong họ Monarchidae.